# Lese
A Lese egy olaszországi folyó, a Neto legjelentősebb mellékfolyója. A Sila-fennsíkon ered, a Monte Pettinascura lejtőin. Átszeli Catanzaro, Cosenza és Crotone megyéket majd a Neto folyóba torkollik. Mellékfolyója a Lepre, melynek vizét Catanzaro városa mellett veszi fel.